# Сильна мідянка
Сильна мідянка (англ. Verdigris Deep) — це дитячий фантастичний роман Френсіс Гардінґ. Він розповідає про трьох дітей, які потрапляють під вплив «відьми колодязя» після того, як вкрали монети з бажаного колодязя. Їм дають різні сили для виконання бажань інших. Хоча багато з цих бажань здаються безневинними, всі вони в кінцевому підсумку призводять до небезпечних наслідків. Спочатку роман був виданий компанією Macmillan у Великобританії 2007 року, а через рік у США під назвою Well Witchedis.

## Сюжет
Історія починається, коли Раян, Шелл і Джош залишаються без грошей на проїзд додому. Джош залазить у старий бажаний колодязь і дістає кілька почорнілих монет. Наступного дня починають відбуватися дивні речі. Раян бачить водяне обличчя у дзеркалі й виявляє білі бульбашки на своїх руках. Лампи розриваються в будинку Джоша, а балаканина Шелл стає доволі дивною.
Раян має видіння відьми колодязя і розуміє з її задушених слів, що, оскільки вони взяли монети, тепер вони в її службі. Вона дала кожному з них сили, щоб вони могли знаходити інших охочих, дізнаватися про їхні бажання і допомагати виконувати їх. Вона також дала йому назву найближчого села. У селі вони усвідомлюють, що Шелл озвучує думки чоловіка з чайної, Вілла Уотерса. Вони здогадуються, що він бажав Harley-Davidson, і вмовляють його взяти участь у конкурсі на ярмарку, де має бути оголошено переможця мотоцикла. Вони чують думки нещасного мімо, який бажає (як вони вважають) слави. У своїй спробі виконати його бажання вони ненавмисно викликають бунт на ярмарку. Тоді вони дізнаються, що Вілл сильно постраждав в аварії. Коли Шелл підслуховує думки когось, хто бажає кривавої помсти, вона лякається, і вона з Раяном вирішують більше не виконувати бажання.
Проте Джош рішуче налаштований утримати свою силу, що зростає над усіма машинами, металами та електронними пристроями. Коли він втрачає контроль і намагається вбити матір Раяна, Раян думає про спосіб зменшити силу відьми. Але у Джоша також є план, який ледь не призводить до загибелі всіх.

## Персонажі
Раян: Раян — розумний, але тихий хлопчик з лише двома друзями: Шелл і Джошем. Він відомий своїм «перевернутим» способом бачення речей. Відьма колодязя наділяє його силою зору, що проявляється через очі, які виростають на його руках, як бородавки. Він може бачити її, коли вона бажає поспілкуватися. Він бачить силу Джоша в дії та бачить бажання людей як напівпрозорі змії, що ростуть з їхніх грудей. Він також має уявлення про ситуацію відьми колодязя та справжню природу бажань.
Шелл: Шелл — невпевнена дівчина з тенденцією до балаканини. Вона ненавидить потрапляти в неприємності й має низьку думку про себе. Її сила є телепатичною, оскільки думки людей, які зверталися до колодязя, безконтрольно вилазять з її рота, коли вони поряд.
Джош: Джош — лідер трійки. Він впевнений, енергійний і популярний. Однак він почувається небажаним у своїх названих батьків, які розлучаються, і заздрить родині Раяна. Сила Джоша пов'язана з електромагнетизмом і впливає на метали, механізми та електроніку. Він радіє своїй силі, оскільки здобуває більше контролю над нею, і нетерпляче ставиться до моральних сумнівів Раяна та Шелл.
Мати Шкіряний язик: Відома також як відьма колодязя, вона є давнім водяним духом, що живе на дні колодязя. Вона отримує силу через виконання бажань, але складність людського світу її плутає, тому вона змушена працювати через посередників. Її сила може спричиняти зливи та повені.
Міс Госсамер: Міс Госсамер — літня жінка, подруга родини Шелл, яка розпізнає сили трійці. Попередні «Ангели колодязя» втопили її кохану дочку, тому що під час небажаної вагітності вона побажала не мати дитини. На межі божевілля, вона вважає, що Шелл та інші — це демони, а не діти.

## Нагороди
2008 року роман було номіновано на Медаль Карнегі.